# Lovund
Lovund este o localitate din comuna Lurøy, provincia Nordland, Norvegia, cu o suprafață de 0,45 km² și o populație de 420 locuitori (2013).